# Mỹ Quý (phường)
Mỹ Quý là một phường thuộc thành phố Long Xuyên, tỉnh An Giang, Việt Nam.

## Địa lý
Phường Mỹ Quý có vị trí địa lý: 
- Phía đông giáp huyện Chợ Mới qua sông Hậu
- Phía tây giáp phường Mỹ Hòa
- Phía nam giáp phường Mỹ Thới
- Phía bắc giáp phường Mỹ Phước.

Phường có diện tích 4,18 km², dân số năm 2019 là 14.933 người, mật độ dân số đạt 3.572 người/km².

## Hành chính
Phường Mỹ Quý được chia thành 5 khóm: Mỹ Phú, Mỹ Quới, Mỹ Thọ, Tân Phú và Tân Quới.

## Lịch sử
Phường Mỹ Quý được thành lập vào ngày 2 tháng 8 năm 1999 trên cơ sở 472,22 ha diện tích tự nhiên và 9.983 người của phường Mỹ Phước.

## Hình ảnh

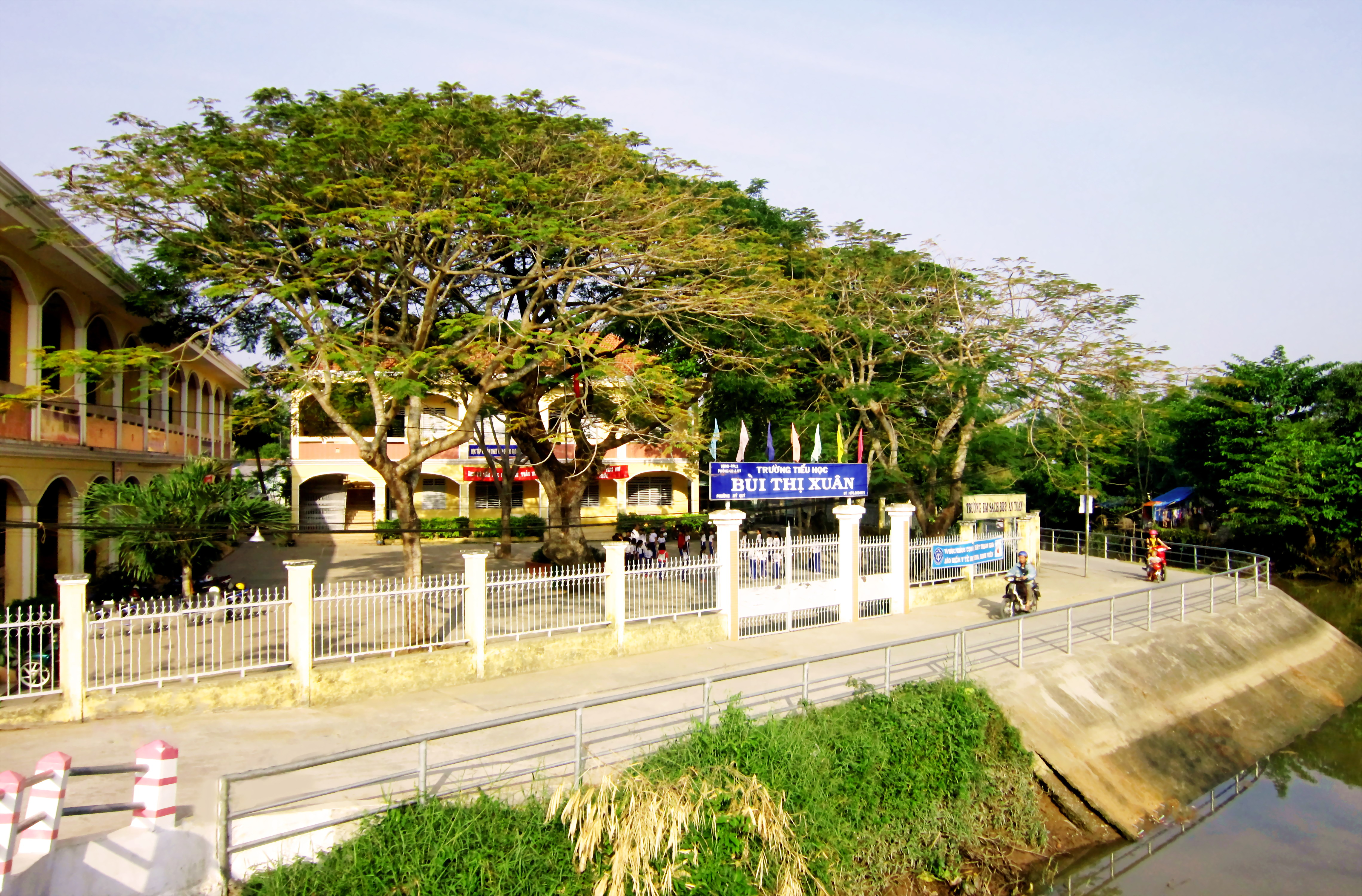
Trường Tiểu học Bùi Thị Xuân ở phường Mỹ Quý.
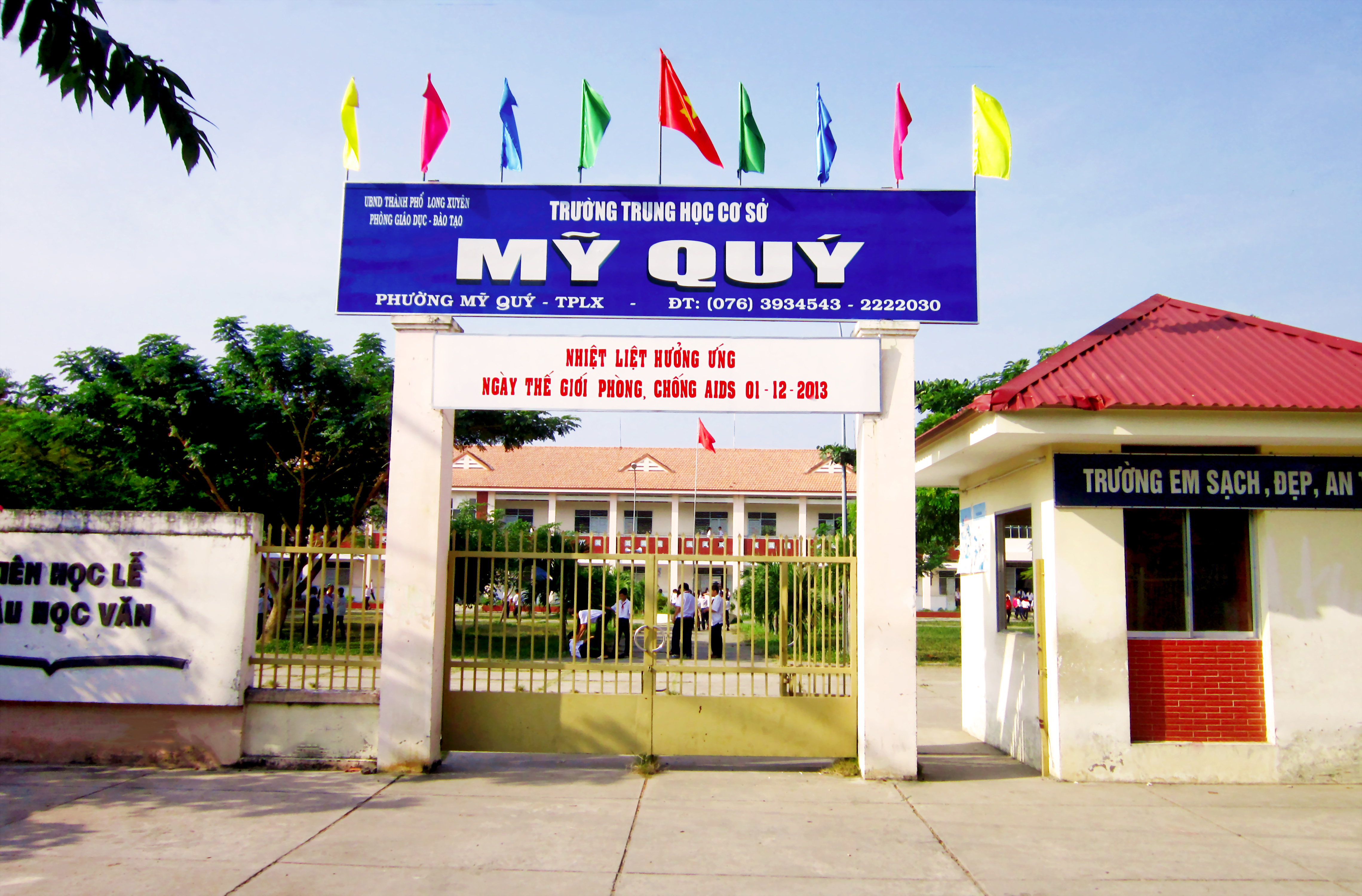
Trường PTCS Mỹ Quý.
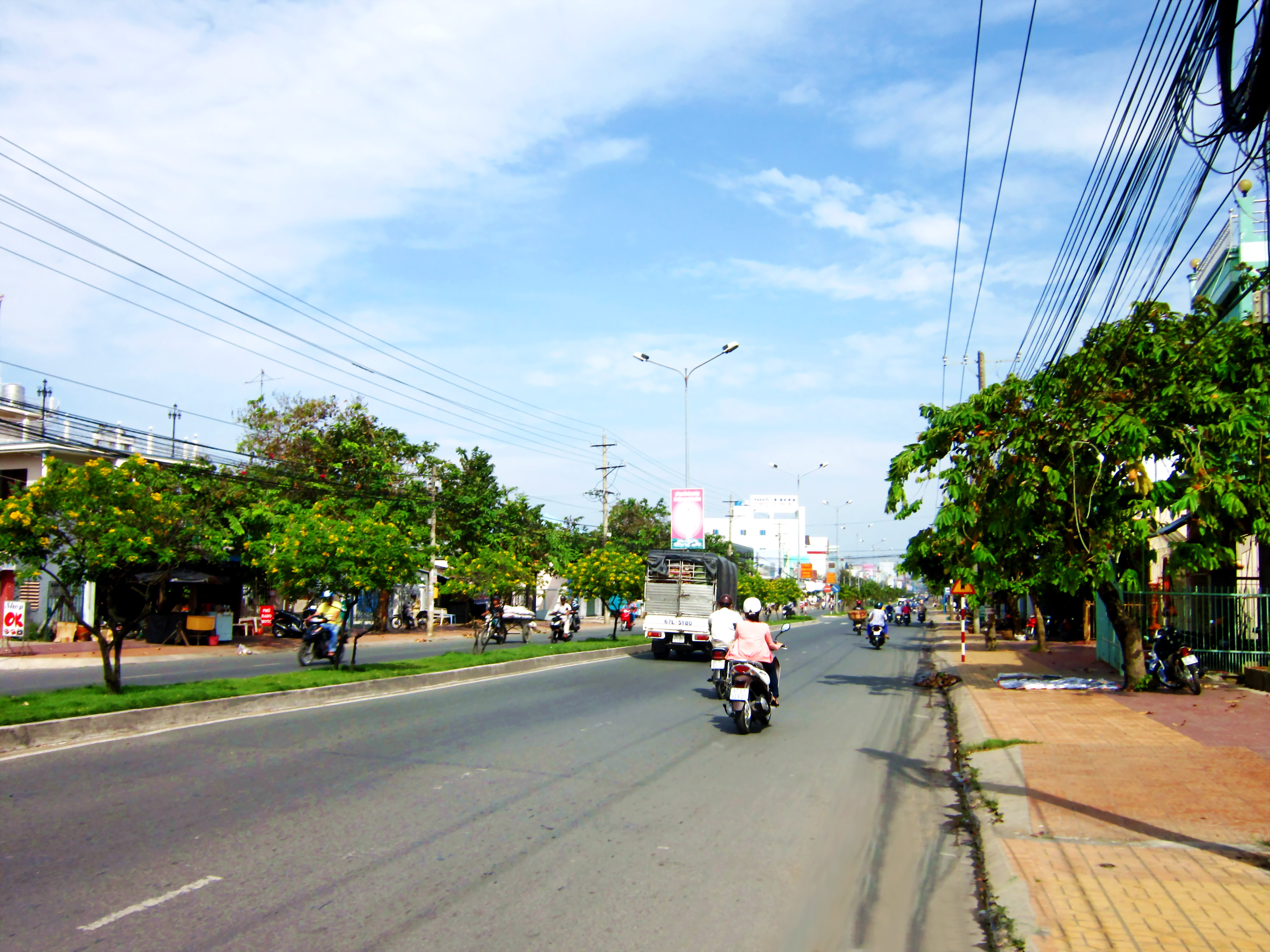
Trên đường Trần Hưng Đạo, đoạn đi qua phường Mỹ Quý.
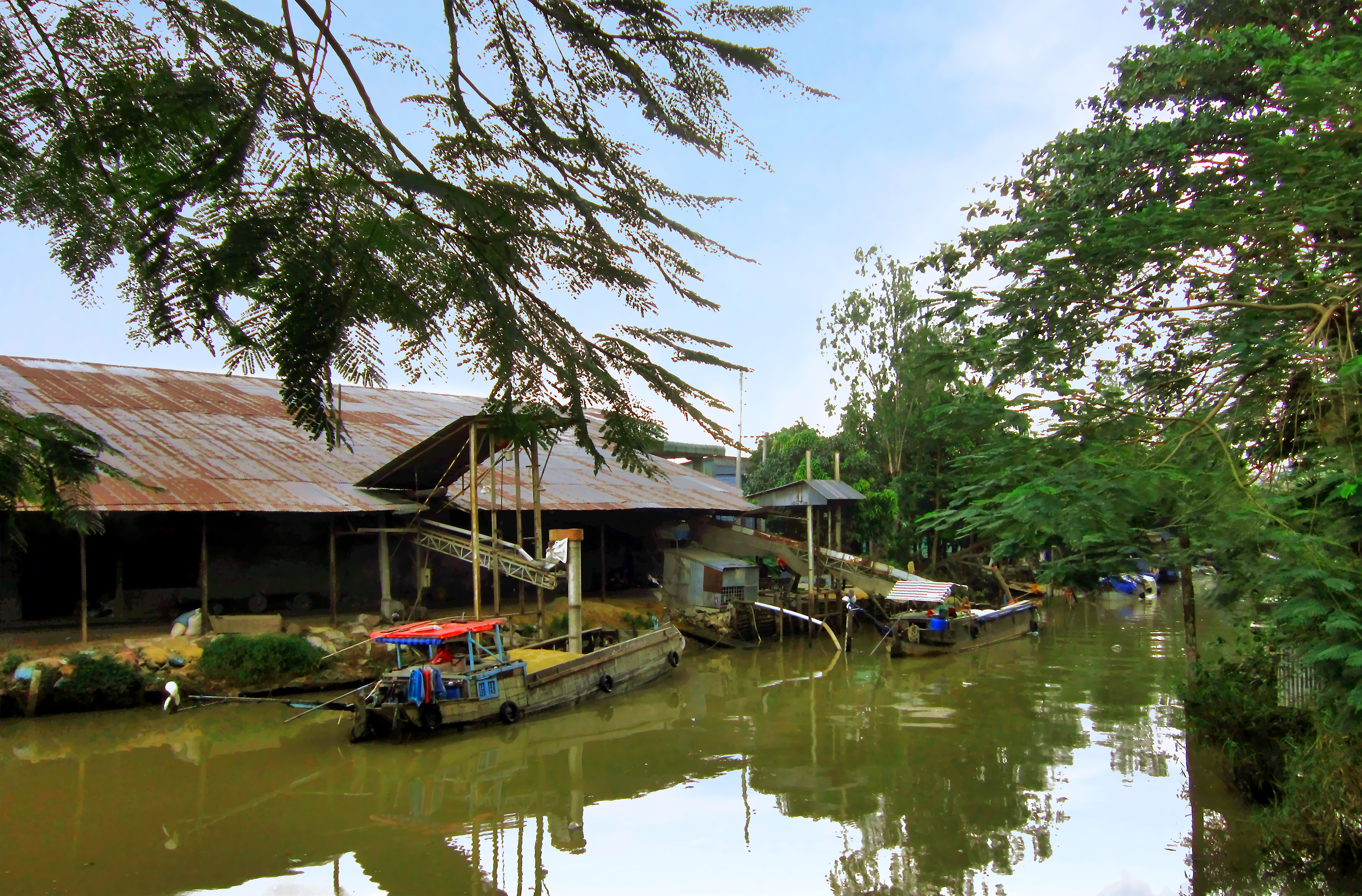
Một nhà máy xay lúa ở phường Mỹ Quý.
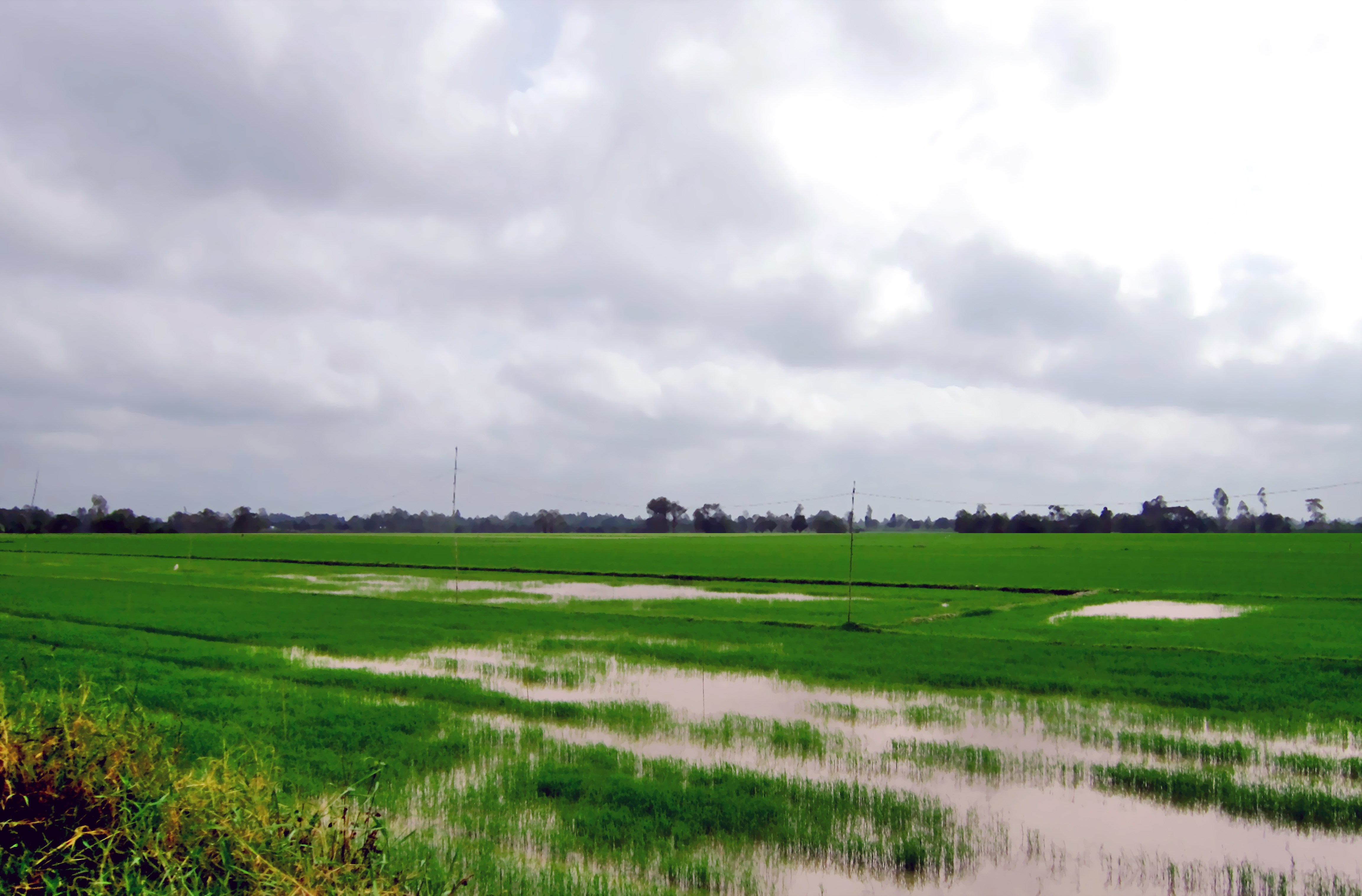
Một đồng lúa rộng lớn ở phường Mỹ Quý.